# Moa (Niger)
Moa è un comune rurale del Niger facente parte del dipartimento di Mirriah nella regione di Zinder.